# Kurt Prelinger
Kurt Prelinger (* 10. August 1931 in Wien) ist ein ehemaliger österreichischer Verleger, der den Münchner Verlag Gräfe und Unzer führte. Nach seinem Berufsleben wandte er sich der eigenen Malerei und dem Kunstmäzenatentum zu.

## Leben
Kurt Prelinger wurde als Sohn des Wiener Ehepaares Heinrich und Magda Prelinger geboren. Er erlernte zunächst von 1949 bis 1952 den Beruf eines Reproduktions- und Drucktechnikers. Von 1951 bis 1955 studierte er Psychologie und Kunstgeschichte und malte nebenher.
1955 trat er in den Verlag Gräfe und Unzer ein und 1961 wurde er geschäftsführender Gesellschafter des Verlages. Ihm gelang es dem Falken-Verlag die Marktführerschaft im Ratgeber-Segment abzulaufen. Zusammen mit dem neuen Geschäftsführer Dieter Banzhaf verkaufte er 1990 Gräfe und Unzer an die Ganske-Verlagsgruppe, zu der auch Hoffmann und Campe gehört.
Prelinger widmete sich nun seiner Leidenschaft für die Kunst in dreifacher Weise: Er malte wieder wie früher zu Studienzeiten, sammelte Kunstwerke, betätigte sich als Mäzen, indem er Teile seiner Sammlung einer öffentlichen Einrichtung überließ, und stiftete Musikpreise.
Kurt Prelinger ist verheiratet und hat zwei 1967 und 1970 geborene Söhne, von denen sich einer in der Ganske-Verlagsgruppe um die Informationstechnik kümmert.

## Stil
Im Begleittext zu seiner Ausstellung im Jahr 2014 heißt es: „Im Zentrum des Werkes Kurt Prelingers steht die Beschäftigung mit dem Licht in all seinen Wirklichkeiten und Erscheinungsformen: Licht als das physikalische Phänomen sowie als Symbol für Leben und Wärme oder Metapher für Glauben und Aufklärung.“
In seinen Aquarellen gibt es harmonisch wie auch kontrastierend ineinanderfließende leuchtende Wasserfarben, die ganz nach dem natürlichen Zufallsprinzip amorphe oder geometrische Formen bilden. Der Künstler sieht darin viele relative Wirklichkeiten und fragt sich: „Ahne ich beim Malen ein Durchscheinen der absoluten Wirklichkeit?“ Das kleingeschriebene Wort „durchscheinend“ wurde als Titel der Ausstellung gewählt.

## Schriften
- 250 Jahre Gräfe und Unzer. 1722–1972 (= Bibliothek des Deutschen Buchhandels e. V.). Herausgegeben von Joachim Schondorff und Kurt Prelinger. Gräfe und Unzer, München 1972.
- Franz Hitzler. Arbeiten auf Papier 1984/85. Mit einem Text von Kurt Prelinger. Verlag Galerie Fred Jahn, München 1985.
- Franz Hitzler. Bilder 1975–1985. Staatsgalerie Moderner Kunst, München, 10. Oktober – 16. November 1986, und Städtisches Museum Leverkusen Schloss Morsbroich, 28. März – 31. Mai 1987. Gestaltung und Redaktion Monika Goedl und Kurt Prelinger. Hirmer, München 1986, ISBN 3-7774-4300-X.

## Ausstellungen
- 2014: durchscheinend (Schaffensphase 1998–2013), Künstlerhaus Marktoberdorf